# 環球大通投資
環球大通投資有限公司，簡稱環球大通投資（英語：Global Mastermind Capital Limited，港交所：0905），於1998年由當時亨亞有限公司設立專門經營投資中港企業項目，現時由蒙建強為主席，以及康顥總裁。前身為「希域投資有限公司」、「鼎洋投資有限公司」和「慧德投資有限公司」。
而股份則在1998年7月17日於香港交易所主板上市，現時主要大股東為海虹企業（控股）股份有限公司，持有13.65%股權。總部位於香港夏愨道18號海富中心二期14樓1401－03室。

## 連結
- MasterMindCapitalHK.com